# 이왓파라스키조마에역
이왓파라스키조마에역(일본어: 岩原スキー場前駅, いわっぱらスキーじょうまええき)은 일본 니가타현에 있는, 동일본 여객철도의 철도역이다. 조에쓰선이 지나간다. 역이름은 이왓파라 스키장이 근처에 있는데서 유래했다.

## 역 구조
쌍단식 2면 2선 구조의 지상역이다. 역사는 다카사키 방면 승강장의 북쪽에 있으며, 나가오카 방면 승강장과는 지하통로로 이어져 있다.
에치고유자와역이 관리하는 무인역이다.

### 승강장
| 1 | ■ 조에쓰선 | 미나카미 · 시부카와 · 다카사키 방면 |
| 2 | ■ 조에쓰선 | 에치고유자와 · 나가오카 방면        |

## 역세권 정보
- 이왓파라 스키장

## 역사
- 1931년 9월 1일 - 일본국유철도 조에쓰선 미나카미 ~ 에치고유자와 구간의 개통과 동시에 문을 열었다.
- 1933년 12월 8일 - 일본국유철도 조에쓰선의 에치고나카자토역과 에치고유자와역 사이에 "이왓파라스키조마에 임시승강장"으로 개업하였다.
- 1946년 - GHQ가 이왓파라 스키장을 압류하여 문을 닫았다.
- 1952년 12월 2일 - "이왓파라스키조마에 임시정차장"으로 다시 문을 열었다.
- 1981년 9월 1일 - 정기 열차의 연중 정차가 시작되었다.
- 1987년 4월 1일 - 민영화에 따라 동일본 여객철도의 소속이 되었다. 동시에 보통역으로 승격해 지금의 "이왓파라스키조마에 역"이 되었다.

## 인접역
| 동일본 여객철도 조에쓰선     | 동일본 여객철도 조에쓰선 | 동일본 여객철도 조에쓰선          |
| ---------------------------- | ------------------------ | --------------------------------- |
| 에치고나카자토 다카사키 방면 | ■ 보통                   | 에치고유자와 나가오카·니가타 방면 |